# Ko Wen-je

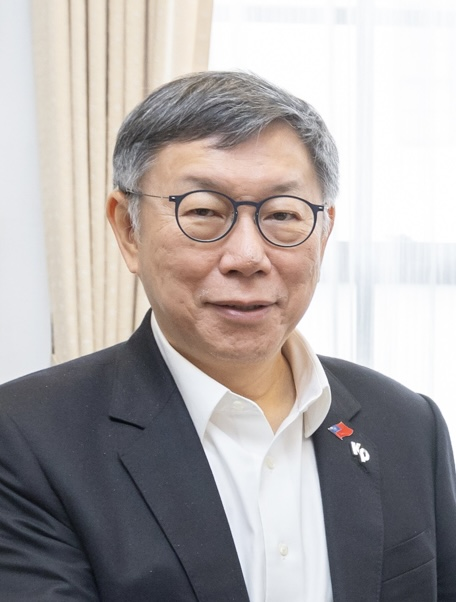
Ko Wen-je (2024)

Ko Wen-je (chinesisch 柯文哲, Pinyin Kē Wénzhé, W.-G. K‘o Wên-chê, G. R. Ke Wenjer, Pe̍h-ōe-jī Koa Bûn-tiat; * 6. August 1959 in Hsinchu) ist ein taiwanischer Arzt, Politiker und war vom 25. Dezember 2014 bis zum 25. Dezember 2022 Bürgermeister der taiwanischen Hauptstadt Taipeh. Bei der Präsidentenwahl in der Republik China (Taiwan) 2024 war er Spitzenkandidat der Taiwanischen Volkspartei (TPP).

## Leben und Karriere
Ko studierte von 1979 bis 1986 Medizin an der Nationaluniversität Taiwan. Nach seinem Studienabschluss und der Ableistung des Militärdienstes fand er Anstellung in der Abteilung für Chirurgie an der Klinik der Nationaluniversität Taiwan, wo er, unterbrochen durch ein Studienjahr an der Klinik der University of Minnesota (1993/94), bis 2014 tätig war. Parallel dazu setzte er seine Studien an der medizinischen Fakultät der Nationaluniversität Taiwan fort und wurde im Juni 2002 promoviert. Ab 2008 war Ko Leiter der Abteilung für Traumatologie an der Klinik seiner Universität.

## Einstieg in die Politik

Ergebnis der Bürgermeisterwahl in Taipeh 2018 nach Stadtbezirken:

Obwohl Ko zuvor niemals einer Partei angehörte, äußerte und engagierte er sich wiederholt öffentlich im Zusammenhang mit politischen Themen, wobei seine Positionen zumeist denen der sogenannten Pan-grünen Koalition nahestanden. Am 6. Januar 2014 kündigte Ko an, bei der Ende des Jahres bevorstehenden Bürgermeisterschaftswahl in Taipeh zu kandidieren. Bei der Wahl am 29. November 2014 wurde Ko mit 57,16 % der Stimmen vor Sean Lien (Kuomintang) (40,82 %) zum neuen Bürgermeister gewählt. Er trat das Amt am 25. Dezember 2014 an. 2018 gelang Ko die Wiederwahl mit 41,05 % der Stimmen gegen den Kuomintang-Kandidaten Ting Shou-chung, der 40,82 % der Stimmen erhielt.
Im Vorfeld der taiwanischen Präsidentenwahl und Parlamentswahl 2020 gründete Ko am 6. August 2019 eine neue Partei, die Taiwanische Volkspartei (TPP), deren erster Vorsitzender er wurde. Die Partei setzte sich das Ziel, den Einfluss der Parteipolitik in Taiwan zurückzudrängen und eine von Experten und Technokraten getragene Regierung zu etablieren.

## 2024 Präsidentenwahl
Ko war seit dem 17. Mai 2023 ein Kandidat für die taiwanische Präsidentenwahl im Jahr 2024 für die Taiwanische Volkspartei, er war die einzige Person, die sich für die Vorwahlen der Partei registrierte.
Am 15. November 2023 hatten die Vorsitzenden der Taiwanischen Volkspartei und der Kuomintang Partei einen Plan angekündigt, eine einzige gemeinsame Präsidentschaftskandidatur bestehend aus Ko und dem KMT-Kandidaten Hou Yu-ih aufzustellen. Am 19. November gab es Streitigkeiten über Umfrageergebnisse über die gemeinsame Kandidatur, hinsichtlich welcher der beiden Kandidaten der Parteien an der Spitze der gemeinsamen Kandidatur sein solle und welcher Vizekandidat wäre, die Kuomintang zeigte sich offen weiterer Verhandlungen.

## Korruptionsvorwürfe
In Zusammenhang mit einem Immobilienskandal um das Einkaufszentrum Core Pacific während seiner Zeit als Bürgermeister ließ die Strafverfolgungsbehörde Ende August 2024 sein Haus, sein Büro und die Parteizentrale der TPP durchsuchen. Anschließend verhörte ihn zunächst die Antikorruptionsbehörde zwölf Stunden und anschließend die Staatsanwaltschaft. Da er nach insgesamt fast 19 Stunden Befragung eine 
Fortdauer der Vernehmung wegen Erschöpfung ablehnte, wurde er auf Antrag der Staatsanwaltschaft wegen Kollusionsgefahr arrestiert. Eine Beschwerde dagegen wies das Distriktgericht ab.
Am 1. Januar 2025 trat Ko angesichts des gegen ihn laufenden Verfahrens vom Amt des Vorsitzenden der TPP zurück.